# Gara Zaventem
Gara Zaventem (în neerlandeză Station Zaventem) este o gară feroviară belgiană de pe linia 36 de la Bruxelles-Nord la Liège-Guillemins, situată în apropierea centrului orașului Zaventem, în provincia Brabantul Flamand din Regiunea Flamandă.
Gara a fost dată în exploatare în 1866 de către Căile Ferate Belgiene. Clădirea originală a gării a fost demolată în anii 2000 și înlocuită, în 2010, cu un edificiu modern. Casele de bilete au fost închise în 2013, rămânând în funcțiune doar două automate de bilete.
Zaventem este o stație de călători deservită de trenuri InterCity (IC) și suburbane (S).

## Situația feroviară
Situată la aproximativ 43 metri altitudine deasupra nivelului mării, gara Zaventem este poziționată la kilometrul feroviar (PK) 9,335 al liniei 36 Bruxelles-Nord – Liège-Guillemins, între gările Diegem și Nossegem.

## Istoric

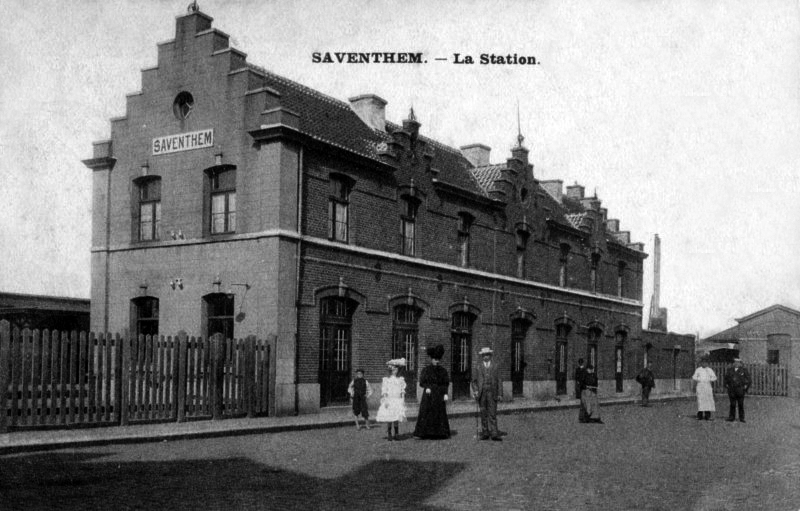
Clădirea gării în jurul anului 1900

„Saventhem”, gară de clasa a 4-a, a fost pusă în exploatare pe 17 decembrie 1866 de către Căile Ferate Belgiene, odată cu deschiderea serviciului de transport de mărfuri pe o secțiune de cale ferată dublă între Gara Bruxelles-Nord și Gara Leuven. Serviciul pentru călători a fost inaugurat pe 13 ianuarie 1867.
Grafia numelui a fost modificată oficial în preajma anului 1938, „Saventhem” devenind „Zaventem”.
În 1943 a fost inaugurată o cale ferată până la aeroportul de la Melsbroek. În 1958, aceasta a fost scurtată până la Gara Brussels Airport-Zaventem, situată tot în Zaventem și construită pentru a deservi noul aeroport Brussels Airport. Secțiunea de linie dintre gările Zaventem și Brussel-Nationaal-Luchthaven va deveni ulterior, prin extindere, Linia 36C, între așa-numitele cap Y Zaventem și cap Y Machelen-Noord.
Fosta clădire a gării Zaventem fost reabilitată în 1977, după planurile arhitectului Dirk Servaes. Circa 30 de ani mai târziu, ea a fost demolată odată cu lucrările de extindere de la două la patru linii, prin adăugarea liniei duble electrificate 36N Bruxelles-Nord – Leuven.
După modernizarea și extinderea infrastructurii stației la patru linii, între anii 2008 și 2010 a fost construită o clădire nouă pentru gara de pasageri și au fost amenajate intrările și peroanele, acestora adăugându-li-se adăposturi acoperite pentru călători. Lucrările au fost realizate prin intermediul Eurostation, divizie de arhitectură feroviară a Infrabel. Noua gară, o construcție din oțel și sticlă, a fost inaugurată în anul 2010.
Începând din 5 iulie 2013, casele de bilete situate în incinta noii clădiri au fost închise. Achiziționarea biletelor se poate face însă de la cele două automate amplasate în pasajul subteran care asigură accesul la linii.

## Servicii pentru călători

### Acces
Gara Zaventem, haltă a NMBS/SNCB, este un „punct de oprire nedeservit” (în franceză Point d'arrêt non géré, PANG) cu intrare liberă, echipat cu două automate pentru achiziționarea legitimațiilor de călătorie și cu panouri de informare la intrarea spre peronul 1 și în gangul subteran, pe partea cu piața Karel Quitmannplein. Peroanele sunt echipate cu adăposturi de așteptare pentru călători.
Un pasaj subteran permite traversarea liniilor și trecerea de la un peron la altul. În plus, pasajul permite locuitorilor orașului o legătură pietonală și velo între piața Karel Quitmannplein, situată la nord de linii, și piața Heldenplein, situată la sud de linii.

### Servicii feroviare
Gara Zaventem este deservită de trenuri InterCity (IC) pe relațiile Tournai, respectiv Bruxelles-Midi, – Brussels Airport-Zaventem, și de trenuri suburbane (S) care fac legătura între Braine-le-Comte, respectiv Bruxelles-Midi, și Leuven.
| Linia | Tren      | Direcția                            |
| ----- | --------- | ----------------------------------- |
| 1     | Linia 36C | Direcția Brussels Airport-Zaventem  |
| 2     | Linia 36  | Direcția Leuven, Liège-Guillemins   |
| 3     | Linia 36  | Direcția Schaarbeek, Bruxelles-Nord |
| 4     | Linia 36C | Direcția Schaarbeek, Bruxelles-Nord |

### Intermodalitate
În fața gării există o parcare pentru biciclete și una pentru automobile. Ambele sunt gratuite. În piața Karel Quitmannplein funcționează o stație deservită de autobuzele liniilor 272, 282 și 652 ale companiei De Lijn, asigurând legătura cu orașele Bruxelles, Mechelen și Leuven.

### Orarul trenurilor

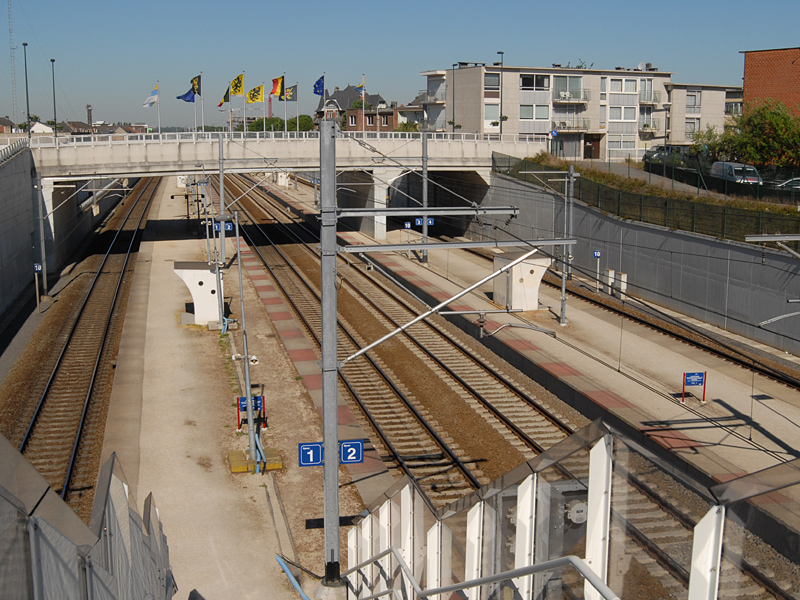
Vedere asupra liniilor de pe pasarela pietonală.

Începând cu 12 iunie 2016:
| Tipul trenului | Traseu                                          | Program                                                                |
| -------------- | ----------------------------------------------- | ---------------------------------------------------------------------- |
| IC 06a         | Brussels Airport-Zaventem - Bruxelles - Tournai | 1×/oră                                                                 |
| S2             | Leuven - Bruxelles - Braine-le-Comte            | Zilele lucrătoare: 2×/oră Weekend: 1×/oră                              |
| S9             | Leuven - Schuman - Braine-l'Alleud              | Zilele lucrătoare: 1x/oră (doar în orele de vârf) Weekend: nedeservită |